# Ain-Diab Circuit
Ain-Diab Circuit je dirkališče, ki leži blizu maroškega mesta Ain-Diab. Leta 1958 je gostilo dirko Formule 1 za Veliko nagrado Maroka.
Na dirki se je ponesrečil britanski dirkač Stuart Lewis-Evans, ki je nekaj dni kasneje za posledicami nesreče preminil.

## Zmagovalci
| Leto | Dirkač        | Moštvo  | Poročilo |
| ---- | ------------- | ------- | -------- |
| 1958 | Stirling Moss | Vanwall | Poročilo |